# 雨石山

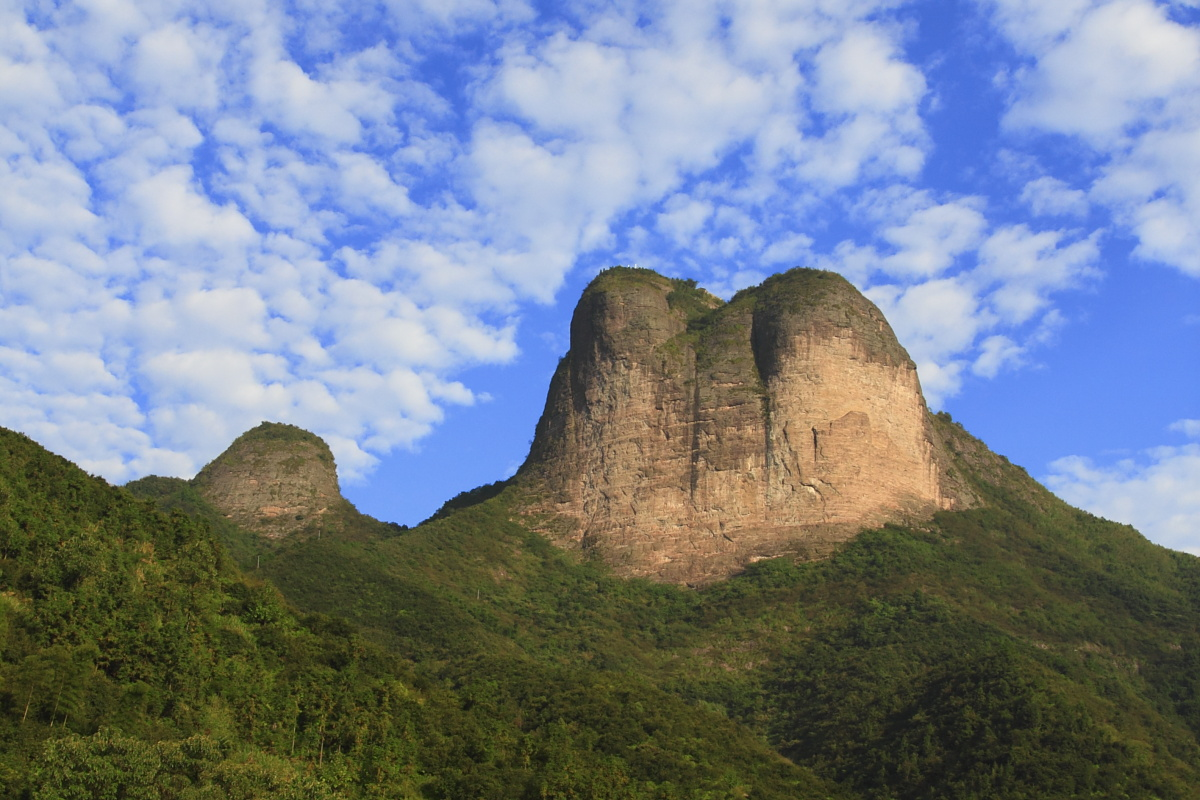

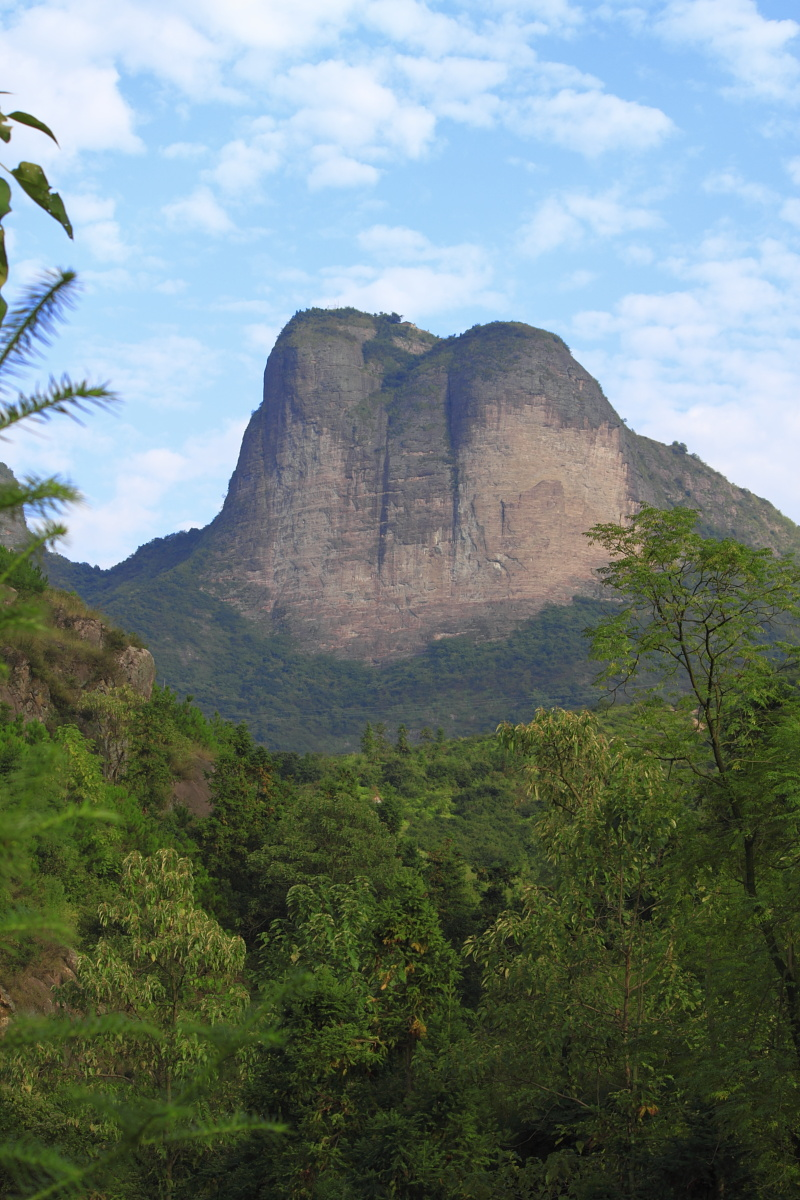

雨石山位于中国江西省上饶市广丰县东阳乡，现也称为雨石头，当地常讹为圆石头，海拔615米，是广丰东北部的最高峰，属于典型的丹霞地貌，北面为悬崖，相对高差约300米。山顶有雨石庵。与同属丹霞地貌的江山市江郎山相距约20千米。